# Free Love
„Free Love” este un cântec al interpretei române Anca Pop. Acesta a fost lansat la data de 28 aprilie 2015 ca primul extras pe single al albumului său de debut omonim.

## Compoziție
Liric, cântecul vorbește despre asumarea libertăți sexuale, descris de către artistă «Free Love» ne provoacă și ne încurajează să dăm frâu liber naturalului jucăuș din noi. De câte ori o ascult, ceva bun și primitiv din mine dă să iasă la suprafață și mă împinge la joacă”. Cântecul a fost scris în întregime de către artista însăși, iar muzica a fost compusa de Anca împreună cu Gabriel Magă din trupa Vunk. Refrenul „pick me, choose me, love me” derivă dintr-o replică din serialul Anatomia lui Grey, „Vorbeam la telefon cu o prietenă, iar ea a spus că felul în care vorbește despre dragoste un tip de care-i plăcea îi amintește de o replică de-a lui Meredith Grey”.

## Videoclip
Videoclipul piesei a fost regizat de către Bogdan Paun și lansat la data de 27 aprilie 2015 pe canalul de YouTube al casei sale de discuri Roton. Până în prezent, videoclipul deține un număr de peste 1 milion de vizualizări. Videoclipul a fost inspirat de Alice în Țara Minunilor și Super Mario. Coreografia a fost făcută de către Emil Rengle, care de asemenea joacă rolul lui Peggy și Al Bundy din serialul Familia Bundy. In videoclip personajul lui Emil este transportat printr-un tub, ca și în jocul Super Mario. Efectul a fost realizat cu ajutorul unor trambuline și a unei scări. „Nu a fost deloc ușor, dar ne-a ieșit”, a declarat artista.
La data de 27 iulie 2015, a lansat o altă versiune al videoclipului piesei „Free Love”, exclusiv pentru revista Playboy. În aceeași lună a fost lansată o altă versiune alergând pe o plajă.

## Ordinea pieselor pe disc
| Nr.                 | Titlul          | Durată |
| ------------------- | --------------- | ------ |
| Descărcare digitală |                 |        |
| 01.                 | „Free Love” [A] | 3ː13   |
| Maxi single         |                 |        |
| 01.                 | „Free Love” [B] | 3:15   |
| 02.                 | „Free Love” [C] | 4:55   |

Specificații
- A ^ Versiunea de pe albumul de proveniență, Anca Pop.
- B ^ Radio Edit.
- C ^ Extended Mix.